# 39è Festival Internacional de Cinema de Moscou
El 39è Festival Internacional de Cinema de Moscou es va celebrar entre el 22 i el 29 de juny de 2017. El Jordi d'Or fou atorgat a la pel·lícula xinesa Yuang Shang de Liang Qiao, mentre que el Jordi de Plata al Millor director fou atorgat al turc Fikret Reyhan per Sari sicak.

## Jurat
- Reza Mirkarimi, director ( Iran)
- Ornella Muti, actriu ( Itàlia)
- Jörn Donner, director ( Finlàndia)
- Albert Serra i Juanola, director ( Catalunya)
- Aleksandr Adabashyan, actor ( Rússia)
- Brigitta Manthey ( Alemanya)

## Pel·lícules en competició
Les següents pel·lícules foren seleccionades per la competició:
| Pel·lícula             | Director                     | País              |
| ---------------------- | ---------------------------- | ----------------- |
| Kupi menya             | Vadim Perelman               | Rússia            |
| Yuan Shang             | Liang Qiao                   | R.P. de la Xina   |
| Unvervender            | Fenar Ahmad                  | Dinamarca         |
| No Bed of Roses        | Mostofa Sarwar Farooki       | Bangladesh, Índia |
| Botongsaram            | Kim Bong-han                 | Corea del Sud     |
| Selfie                 | Víctor García León           | Espanya           |
| Kaiken se kestää       | Visa Koiso-Kanttila          | Finlàndia         |
| Shigatsu no nagai yume | Ryûtarô Nakagawa             | Japó              |
| Sinfonía para Ana      | Ernesto Ardito, Virna Molina | Argentina         |
| Karp otmorozhennyy     | Vladimir Kott                | Rússia            |
| Die beste aller Welten | Adrian Goiginger             | Àustria, Alemanya |
| Meshok bez dna         | Rustam Khamdamov             | Rússia            |
| Sari sicak             | Fikret Reyhan                | Turquia           |

## Premis
- Jordi d'Or: Yuan Shang, de Liang Qiao
- Jordi d'Or al documental: L'opéra de Jean-Stéphane Bron
- Premi Especial del Jurat: Meshok bez dna, de Rustam Khamdamov
- Jordi de Plata:
  - Millor Director: Fikret Reyhan per Sari sicak
  - Millor Actor: Hyeon-ju Son per Botongsaram
  - Millor Actriu: Verena Altenberger per Die beste aller Welten
- Premi Especial per una contribució especial al món del cinema: Franco Nero
- Premi Stanislavsky: Michele Placido
- Premi de l'Audiència: Karp otmorozhennyy de Vladimir Kott
- Premi FIPRESCI: Shigatsu no nagai yume de Ryûtarô Nakagawa
- Premi NETPAC: Botongsaram de Kim Bong-han
- Premi Kommersant Weekend: No Bed of Roses de Mostofa Sarwar Farooki